# Дом Союза журналистов Сербии
Дом Союза журналистов Сербии (серб. Дом Удружења новинара Србије) находится в Белграде, на территории городского района Врачар. Построен в 1934 году, представляет собой недвижимый объект культурного наследия и памятником культуры.

## Архитектура дома журналистов
Дом Союза журналистов Сербии построен в 1934 году в районе Врачар города Белграда, на Ресавской улице д. 28, по проекту хорватского архитектора Эрнеста Вайсмана (1904—1985). Торжественное открытие состоялось 7 апреля 1935 года. Представляет собой одно из важнейших современных зданий Белграда, реализованное в духе современной архитектуры, изготовленное из железобетона, кирпича, железа и стекла. Здание проектировано как очень современное здания жилого и делового назначения кубической формы, вписанное в ряд смежных зданий. В пространственной организации применены отдельные элементы свободного плана Ле Корбюзье с текущим, пространством, гибко изменяющим свою функцию, на первом этаже расположен обширный клуб-зал. Остекленная круговая лестница в духе конструктивистско-функционалистской доктрины, втянутая в вертикальную бетонную раму с прямоугольными лоджиями представляло собой очень инновационный мотив в тогдашней белградской архитектуры. Фасад дома журналистов гладкий, без орнаментов и разделения на зоны, основанная на оси симметрии и акцентировании основного мотива. Передний фасад с плоской поверхностью подчеркнут свободными колоннами на первом этаже, горизонталями второго и третьего этажей и акцентирован последним втянутым этажом. В научной и публицистической историографии сербской архитектуры, с его строительства до настоящего времени, выделяется в качестве наиболее последовательного примера белградской ранней функционалистской архитектуры самым чистым памятником современной архитектуры первой половины IV десятилетия прошлого века, в связи с чем в 1997 году признана памятником культуры.
Дом журналистов является одним из наиболее важных зданий Белграда, проектированных в современном духе. Кроме архитектурного значения, имеет также значение, как место, котором собираются журналисты, публицисты, писатели и выдающиеся фигуры культурной жизни Сербии.